# Lepilemur randrianasoloi
Lepilemur randrianasoloi (лат.) — вид лемуров из семейства Лепилемуровые. Эндемик Мадагаскара.

## Классификация
Изначально видовым названием было Lepilemur randriansoli, однако в 2009 году оно было изменено на Lepilemur randrianasoloi.

## Описание
Длина тела от 49 до 56 см, из которых хвост составляет от 21 до 26 см.

## Распространение
Встречаются в западной части Мадагаскара, в частности в лесах в местечке Андрамасай, в национальном парке Бемараха и заповеднике Strict Nature Reserve в провинции Тулиара. Вероятно населяют всю область между реками Цирибихина на юге и Манамбулу на севере. Плотность популяции оценивается примерно в 2200 особей на км2.

## Статус популяции
Международный союз охраны природы присвоил этому виду охранный статус «В опасности» (англ. Endangered). Основные угрозы популяции — охота и вырубка лесов.